# Farranula concinna
Farranula concinna är en kräftdjursart som först beskrevs av James Dwight Dana 1848.  Farranula concinna ingår i släktet Farranula och familjen Corycaeidae. Inga underarter finns listade i Catalogue of Life.